# Izon-la-Bruisse
Izon-la-Bruisse è un comune francese di 9 abitanti situato nel dipartimento della Drôme della regione dell'Alvernia-Rodano-Alpi.

## Società

### Evoluzione demografica
Abitanti censiti